# Casa do Seixal

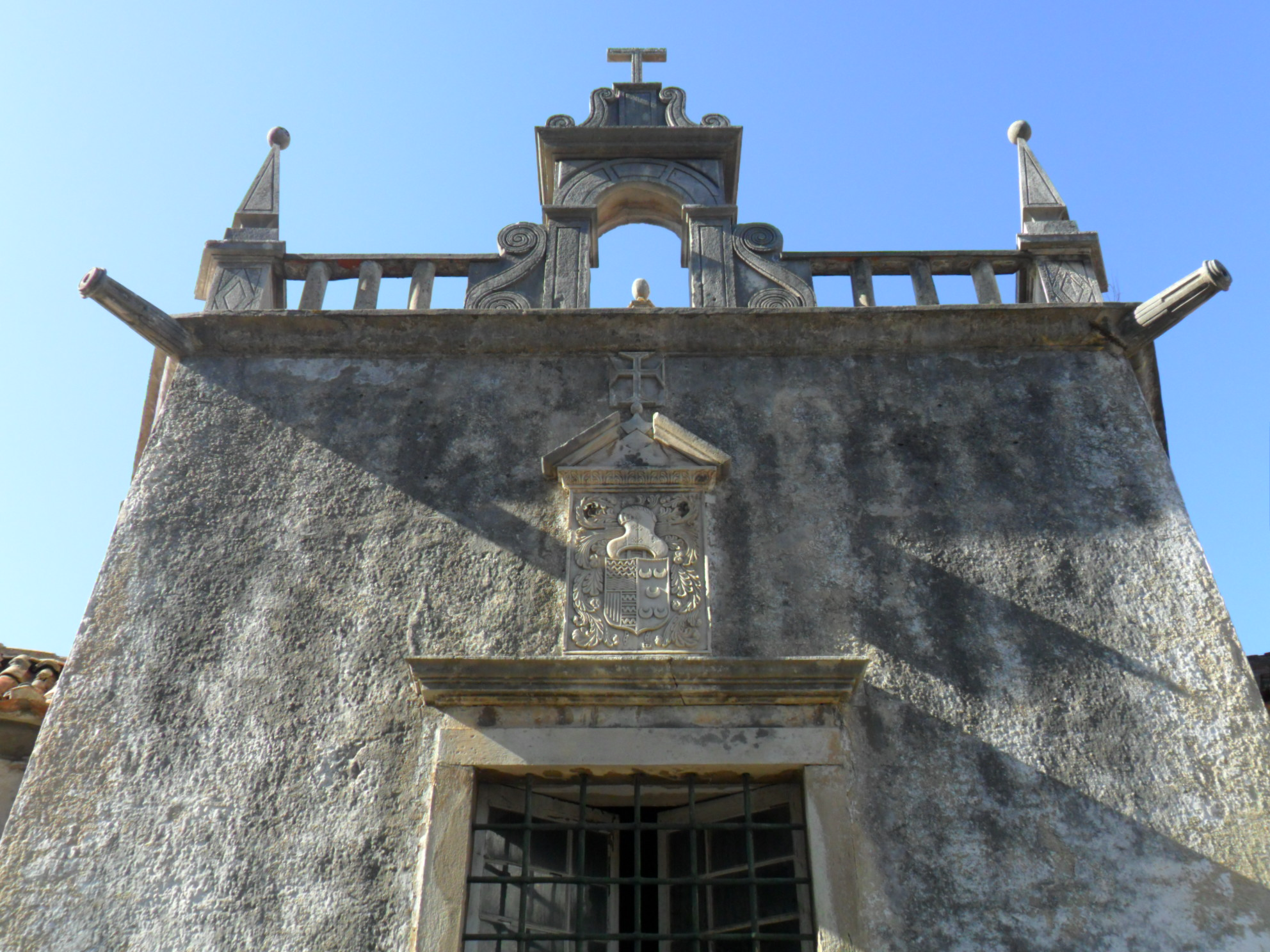
Casa do Seixal, Aveiro.

A Casa do Seixal e Capela da Madre de Deus, também referida como Primitiva casa e capela de Nicolau Ribeiro Picado, é um conjunto arquitetónico histórico localizado na freguesia da Glória e Vera Cruz, município de Aveiro, distrito de Aveiro, em Portugal.
Encontra-se classificada como Imóvel de Interesse Público desde 1997.

## História
Trata-se de uma antiga casa senhorial, erguida no século XVII pela família Picado.
A capela anexa à casa foi fundada por Nicolau Ribeiro Picado e dedicada à Madre de Deus.